# 方志出版社
方志出版社，是中华人民共和国首家出版地方志类图书的专业出版社。

## 概述
1983年，中国地方志领导小组恢复工作。1995年，李铁映出任中国地方志领导小组组长，组织筹划方志出版社。1993年3月11日，由郦家驹向新闻出版署提交申请报告；1994年11月29日，新闻出版署批准方志出版社成立。1995年，方志出版社正式挂牌成立，隶属中国地方志领导小组，组织出版中国各省市县的各种志书、方志学理论著作及方志学方面的工具书、地方年鉴，以及各种地情资料、地方历史文化的研究著作和普及读物等。